# Boris Francevič Gul'ko
Boris Francevič Gul'ko (in russo Борис Францевич Гулько?; Erfurt, 9 febbraio 1947) è uno scacchista statunitense di origine sovietica, Grande maestro.

## Biografia
Suo padre era un soldato dell'Armata Rossa ed era di stanza in Germania Est quando Boris nacque. La famiglia, di origine ebraica, tornò in Unione Sovietica dopo pochi anni.
Divenne Maestro Internazionale nel 1975 e Grande maestro nel 1976. Vinse il Campionato Sovietico nel 1977 alla pari con Josif Dorfman (il match di spareggio terminò pari +1 –1 =4).
Boris Gul'ko era un fervente anticomunista e chiese dopo poco tempo di lasciare l'Unione Sovietica, ma gli fu negato il permesso. Per la sua opposizione al comunismo fu anche arrestato e malmenato da agenti del KGB. Lui e la moglie Anna Achšarumova, che è un Grande Maestro Femminile, divennero tra i più noti oppositori del regime e fu loro proibito di partecipare a competizioni scacchistiche di alto livello.
Quando arrivò la glasnost' fu loro concesso di lasciare il paese ed emigrarono negli Stati Uniti nel 1986. Gul'ko disse che tornare a giocare a 39 anni dopo sette anni di inattività non era facile, ma che non rimpiangeva di aver fatto le scelte che avevano condotto a questo.
Negli Stati Uniti riprese a giocare e nel 1987 vinse il fortissimo World Open di Filadelfia (dopo spareggio con Tony Miles). Vinse due volte il Campionato degli Stati Uniti: nel 1994 e nel 1999. È l'unico giocatore ad aver vinto sia il campionato sovietico che il campionato americano.
Nel 1994 il Campionato del mondo si giocava in Libia e il presidente Gheddafi annunciò che non avrebbe invitato i giocatori di religione ebraica. Gul'ko ed altri giocatori di Israele e degli Stati Uniti si ritirarono immediatamente, ma Gul'ko inviò una lettera indignata a Kirsan Iljumžinov: – " La imploro di non voler essere il primo presidente della FIDE a presiedere al primo campionato del mondo dal quale gli ebrei sono esclusi. Il nostro magnifico e nobile gioco non merita una simile disgrazia."
Gul'ko è uno dei pochissimi giocatori ad avere uno score positivo contro Garri Kasparov: (+ 3 – 1 = 4).
Attualmente (2009) Gul'ko gioca ancora, ma partecipa a pochi tornei. Vive con la moglie nel New Jersey.

## Partite notevoli
- Boris Gul'ko – Volodymyr Savon, Zonale Lvov 1978, Benoni A-67
- Garri Kasparov – Boris Gul'ko, 33º URS-ch 1982, Gambetto di Donna accettato C-27
- Boris Gul'ko – Garri Kasparov, Linares 1990, Est-Indiana Saemisch E-81
- Dibyendu Barua – Boris Gul'ko, Biel 1993, Francese C-01
- Boris Gul'ko – Teymur Rəcəbov, Wijk aan Zee-B 2001, Est Indiana E-61
- Boris Gul'ko – Hikaru Nakamura, Campionato USA 2003, Inglese A-16